# Protestas en Mali de 2020
Las protestas en Malí de 2020 comenzaron el 5 de junio, cuando un grupo de manifestantes se reunieron en las calles de Bamako para pedir la dimisión de Ibrahim Boubacar Keïta como presidente de Malí. Las protestas terminaron tras un golpe de Estado el 18 de agosto. Tanto el presidente como el primer ministro de Malí fueron detenidos esa tarde y por la noche anunciaron sus dimisiones.

## Cronología

### Antecedentes
Las tensiones han estado hirviendo desde que se reportaron presuntas irregularidades durante las elecciones presidenciales de Malí de 2018. y la actual guerra civil en el norte del país controlada por los rebeldes tuareg intensificó la situación. Los informes de Human Rights Watch (HRW) han documentado abusos del ejército contra civiles en las regiones centrales de Mopti y Segou, decenas de ataques por parte de grupos armados en 2019 que provocaron la muerte de 456 civiles y cientos de heridos. Otras doce personas murieron a causa de los ataques de los disidentes fulani en Mopti en abril.
Los opositores al gobierno también cuestionaron la mala gestión del gobierno respecto a la pandemia de COVID-19. Los dos primeros casos se notificaron el 25 de marzo de 2020 y, a finales de mayo, había 1265 casos y 77 muertes.

### Primera vuelta de las elecciones de 2020
Después de repetidos aplazamientos, la primera vuelta de las elecciones parlamentarias de 2020 finalmente se celebró el 29 de marzo de 2020. El líder de la oposición Soumaïla Cissé y miembros de su equipo electoral fueron secuestrados por yihadistas tres días antes de las elecciones. Quedó en libertad el 6 de octubre. Los colegios electorales fueron saqueados, los líderes de las aldeas fueron secuestrados y una bomba colocada al pie de una carretera mató a nueve personas, entre ellas tres soldados, el día de las elecciones, el 29 de marzo. La participación electoral fue sólo del 12% en Bamako la capital de Malí.

### La segunda vuelta de las elecciones de 2020
Al menos 25 soldados murieron en un ataque a una base militar en la ciudad  de Bamba, región de Gao, el 6 de abril y la preocupación por la violencia dominó durante la segunda vuelta de las elecciones.
Los incidentes del 19 de abril impidieron a algunas personas emitir su voto, y el 30 de abril el Tribunal Constitucional anuló los resultados en 31 distritos, otorgando al partido político Asamblea por Malí dirigido por el presidente Ibrahim Boubacar Keïta, obtener diez escaños más de los previstos inicialmente. Los partidos de oposición liderados por el Imán Mahmoud Dicko establecieron el Mouvement du 5 juin - Rassemblement des force patriotiques (en francés: (Movimiento 5 de Junio - Manifestación de Fuerzas Patrióticas) el 30 de mayo, y miles de personas salieron a las calles en protesta el 5 de junio.
Las fuerzas francesas libraron la batalla de Talahandak, matando a Abdelmalek Droukdel, líder de al-Qaeda del Magreb islámico cerca de Tessalit, región de Kidal, 20 kilómetros (12,4 mi) desde la frontera entre Malí y Argelia.
Boubou Cissé fue reelegido como primer ministro el 11 de junio, cuando recibió instrucciones de formar un nuevo gobierno.
Decenas de miles de manifestantes protestaron el 19 de junio exigiendo la dimisión del presidente Keïta.
El 20 de junio, la Comunidad Económica de los Estados de África Occidental (CEDEAO) llamó a la celebración de nuevas elecciones.
El presidente Ibrahim Boubacar Keïta y el imán Mahmoud Dicko se reunieron el 5 de julio, pero la oposición siguió pidiendo la desobediencia civil para forzar la dimisión de Keïta y la disolución del Parlamento.
Las protestas se volvieron violentas el 10 de julio. Durante los siguientes tres días, los manifestantes en Bamako se enfrentaron con las fuerzas de seguridad, y, según informes, las fuerzas de seguridad dispararon municiones reales contra los manifestantes, matando al menos a 11 e hiriendo a 124.
El 23 de julio, los Presidentes Muhammadu Buhari (Nigeria), Mahamadou Issoufou (Níger), Nana Akufo-Addo (Ghana), Alassane Ouattara (Costa de Marfil) y Macky Sall (Senegal) llegaron a Bamako para reunirse con el presidente Keïta y la oposición después de una fallida misión de mediación la CEDEAO.
El 27 de julio, la CEDEAO pidió la creación de un gobierno de unidad y advirtió sobre sanciones.
El 10 de agosto se nombraron nueve nuevos jueces, supuestamente partidarios de Keïta, para el Tribunal Constitucional, en respuesta a las demandas de reforma de la CEDEAO.
Miles de personas se reunieron en la Plaza de la Independencia de Bamako el 11 de agosto, donde fueron recibidos con gases lacrimógenos y cañones de agua por parte de las fuerzas de seguridad.
La oposición anunció una serie de protestas diarias a partir del 17 de agosto de 2020.

### Golpe de Estado
en la mañana del 18 de agosto de 2020, elementos de las Fuerzas Armadas detuvieron al presidente Ibrahim Boubacar Keïta y al primer ministro Boubou Cissé y fueron llevados a un campamento militar cerca de Bamako en la mañana del 18 de agosto.
A la mañana del 19 de agosto, el presidente Ibrahim Boubacar Keïta anunció su dimisión como presidente y disolvió el parlamento. Mahmoud Dicko anunció que se retiraba de la política. y El coronel Assimi Goïta es designado para encabezar el nuevo gobierno, el Comité Nacional para la Salvación del Pueblo (CNSP).